# Raymond Scott
Raymond Scott (nascido Harry Warnow;  Brooklyn, 10 de setembro de 1908 — Los Angeles, 8 de fevereiro de 1994) foi um compositor, músico e inventor estadunidense.
Foi um pioneiro no desenvolvimento de equipamentos para geração de música eletrônica. Ele nasceu no Brooklyn, em uma família de imigrantes russos judeus. Seu irmão mais velho, Mark Warnow, um maestro, violinista e diretor musical do programa de rádio da CBS Your Hit Parade, o encorajou em sua carreira musical. Embora Scott nunca tenha composto trilhas sonoras de desenhos animados, sua música é familiar para milhões por causa de sua adaptação por Carl Stalling em mais de 120 clássicos de Pernalonga, Gaguinho, Patolino, e outras animações da Warner Bros., Looney Tunes e Merrie Melodies. As melodias de Scott também podem ser ouvidas em doze episódios de Ren & Stimpy (onde foram usadas suas gravações originais), e esporadicamente nos Simpsons, Duckman, Animaniacs e The Oblongs.